# Baliopteryx baccata
Baliopteryx baccata är en fjärilsart som beskrevs av George Francis Hampson 1910. Baliopteryx baccata ingår i släktet Baliopteryx och familjen tandspinnare. Inga underarter finns listade i Catalogue of Life.